# Aikanã
L'aikanã (a vegades anomenada tubarão, Corumbiara/Kolumbiara, o Huari/Uari/Wari) és una llengua aïllada amenaçada parlada per 200 aikanã a Rondônia, Brasil. És morfològicament complexa i té l'ordre de paraules SOV. L'aikanã utilitza l'alfabet llatí. Conviuen amb parlants de koaia (kwaza).

## Classificació
Van der Voort (2005) observa similituds entre l'aikanã, el kanoê, i el kwazá, però creu que les proves no són prou sòlides per enllaçar definitivament les tres llengües com a part de una sola família lingüística. Per tant, considera millor que l'ikanã és una llengua aïllada. Una anàlisi computacional automatitzada (ASJP 4) per Müller et al. (2013) també va trobar semblances lèxiques entre kwazá i aikanã. No obstant això, atès que l'anàlisi es va generar automàticament, l'agrupació es podria deure a un préstec lèxic mutu o a una herència genètica.
Jolkesky (2016) també assenyala que hi ha semblances lèxiques amb el kanoê, el kwazá, i el nambikwara degut al contacte.

## Varietats
Varietats llistades per Loukotka (1968):
- Huari (Corumbiara) - parlat entre el riu Corumbiara i el riu Guarajú, Rondònia
- Masaca (Aicana) - parlat a la riba esquerra del riu Corumbiara
- Aboba - llengua extingida parlada al riu Guarajú
- Maba - llengua extingida parlada al riu Guajejú (sense testimoniar)
- Puxacaze - parlada al riu Guajejú, Brasil (sense testimoniar)
- Guajejú - parlada a les fonts del riu Jamarí i del riu Candeia (sense testimoniar)

## Fonologia
Inventari fonològic:

### Vocals
|         | Vocal oral | Vocal oral | Vocal oral | Vocal nasal | Vocal nasal | Vocal nasal |
|         | Anterior   | Central    | Posterior  | Anterior    | Central     | Posterior   |
| ------- | ---------- | ---------- | ---------- | ----------- | ----------- | ----------- |
| Tancada | i y        |            | u          | ĩ           |             | ũ           |
| Mitjana | ɛ ø        | a~ə        |            | ɛ̃           |             |             |
| Oberta  |            | a~ə        |            |             | ã           |             |

### Consonants
|            | Labial      | Alveolar     | Palatal | Velar | Glotal  |
| ---------- | ----------- | ------------ | ------- | ----- | ------- |
| Nasal      | m /m/       | n /n/        | ñ /ɲ/   |       |         |
| Oclusiva   | p /p/ b /b/ | t /t/ d /d/  |         | k /k/ | ’ /ʔ/   |
| Fricativa  |             | s /s/ th /ð/ |         |       | j/h /h/ |
| Africada   |             | ts /ts͡~tʃ͡/   |         |       |         |
| Vibrant    |             | r /r/        |         |       |         |
| Aproximant | w /w/       | l /l/        | y /j~ʒ/ |       |         |